# Rue Émile-Zola (La Courneuve)
Pour les articles homonymes, voir Rue Émile-Zola.
La rue Émile-Zola est une importante voie de communication de La Courneuve.

## Situation et accès
En partant, au nord, de la rue de la Convention, la rue Émile-Zola franchit la ligne B du RER, la ligne de La Plaine à Hirson et Anor et l'autoroute A86, puis longe le site de l'usine Babcock & Wilcox, où se trouve la rue des Usines-Babcock. Elle rejoint alors le carrefour de la rue Suzanne-Masson et de la rue de la Gare.
Elle traverse ensuite la place Jules-Verne, où se rencontrent la rue de la Courneuve, la rue Jollois et la rue Pierre-Curie. Elle se termine au carrefour de la rue de Crèvecœur et de la rue Danielle-Casanova, à Aubervilliers, sur la route départementale 27.
La rue est accessible par la ligne 1 du tramway d'Île-de-France et la gare de La Courneuve - Aubervilliers.

## Origine du nom

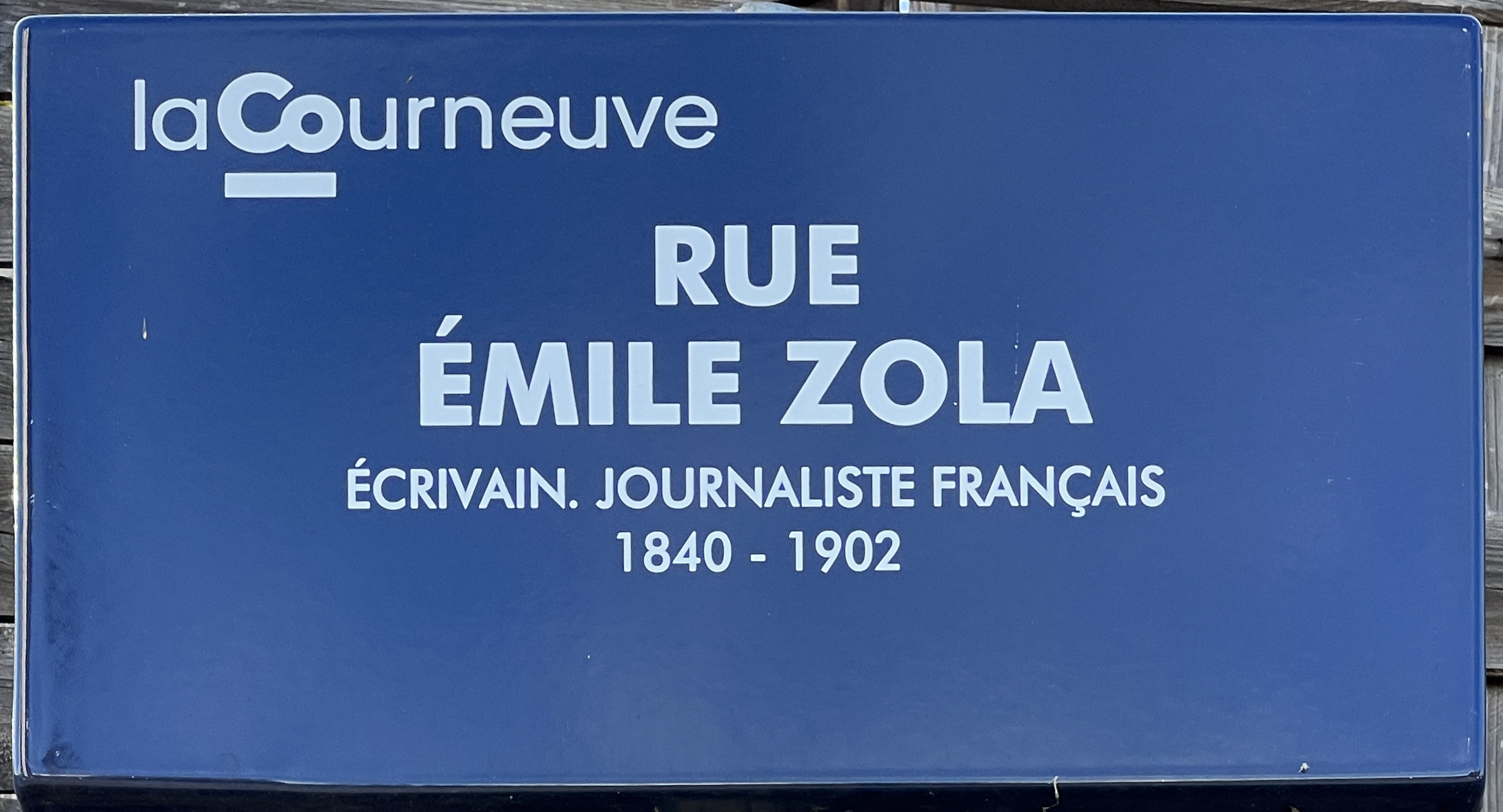
Plaque de la rue Émile-Zola.

Cette rue porte le nom de l'écrivain français Émile Zola (1840-1902), considéré comme le chef de file du naturalisme littéraire.

## Historique
Le 3 juin 1918, durant la première Guerre mondiale, un obus lancé par la Grosse Bertha explose rue Émile-Zola.

## Bâtiments remarquables et lieux de mémoire
- Temple Hindou Sri Sithi Vinayagar[2],[3], dédié à Ganesh.
- Centre des Archives diplomatiques du ministère des Affaires étrangères depuis 2009[4].
- Usine Babcock & Wilcox, implantée en 1898 dans les bâtiments de la Société des fonderies et ateliers de La Courneuve[5],[6], désaffectée en 2012, en cours de transformation en quartier organisé autour de la culture et de la création[7].

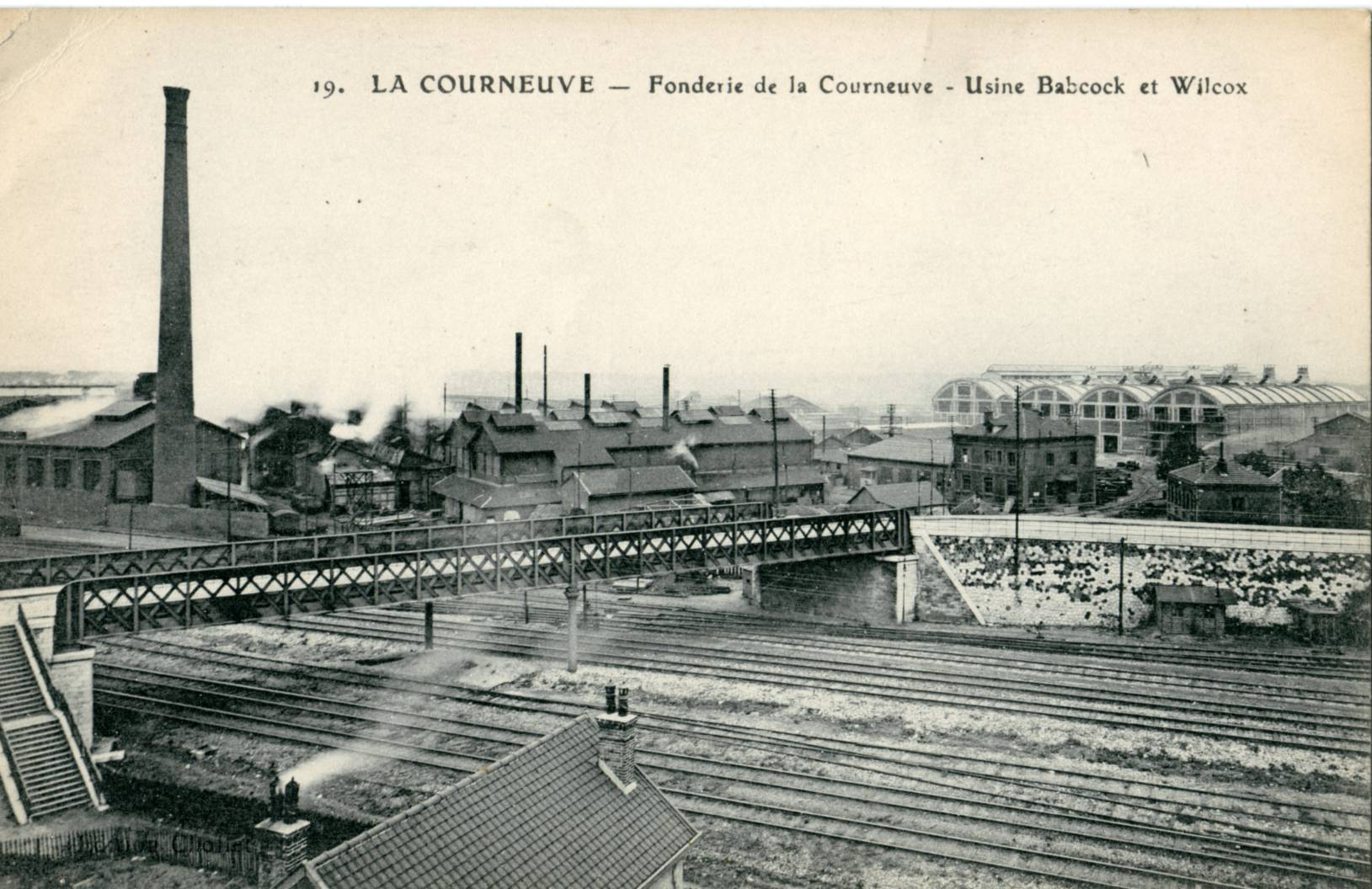
Fonderie de la Courneuve - Usine Babcock & Wilcox.
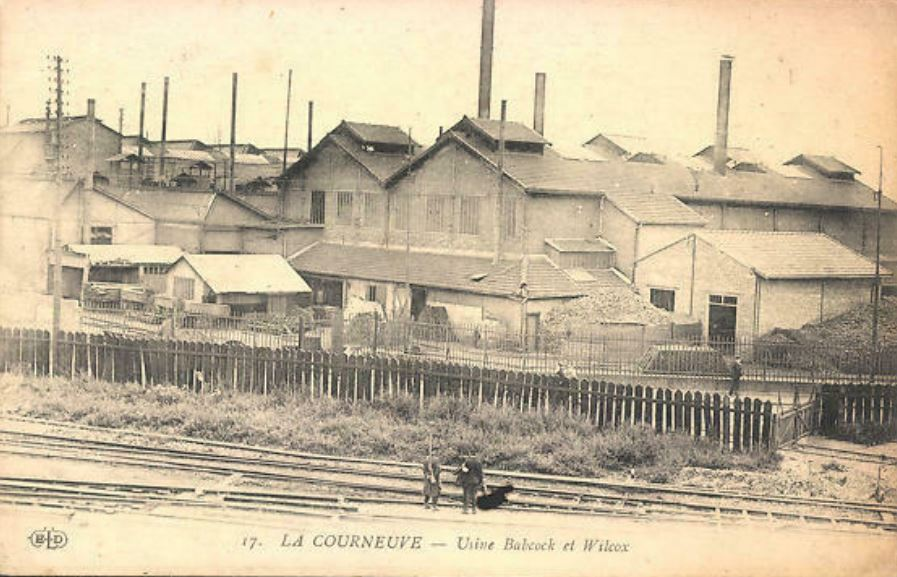
Ancienne usine Babcock et Wilcox.
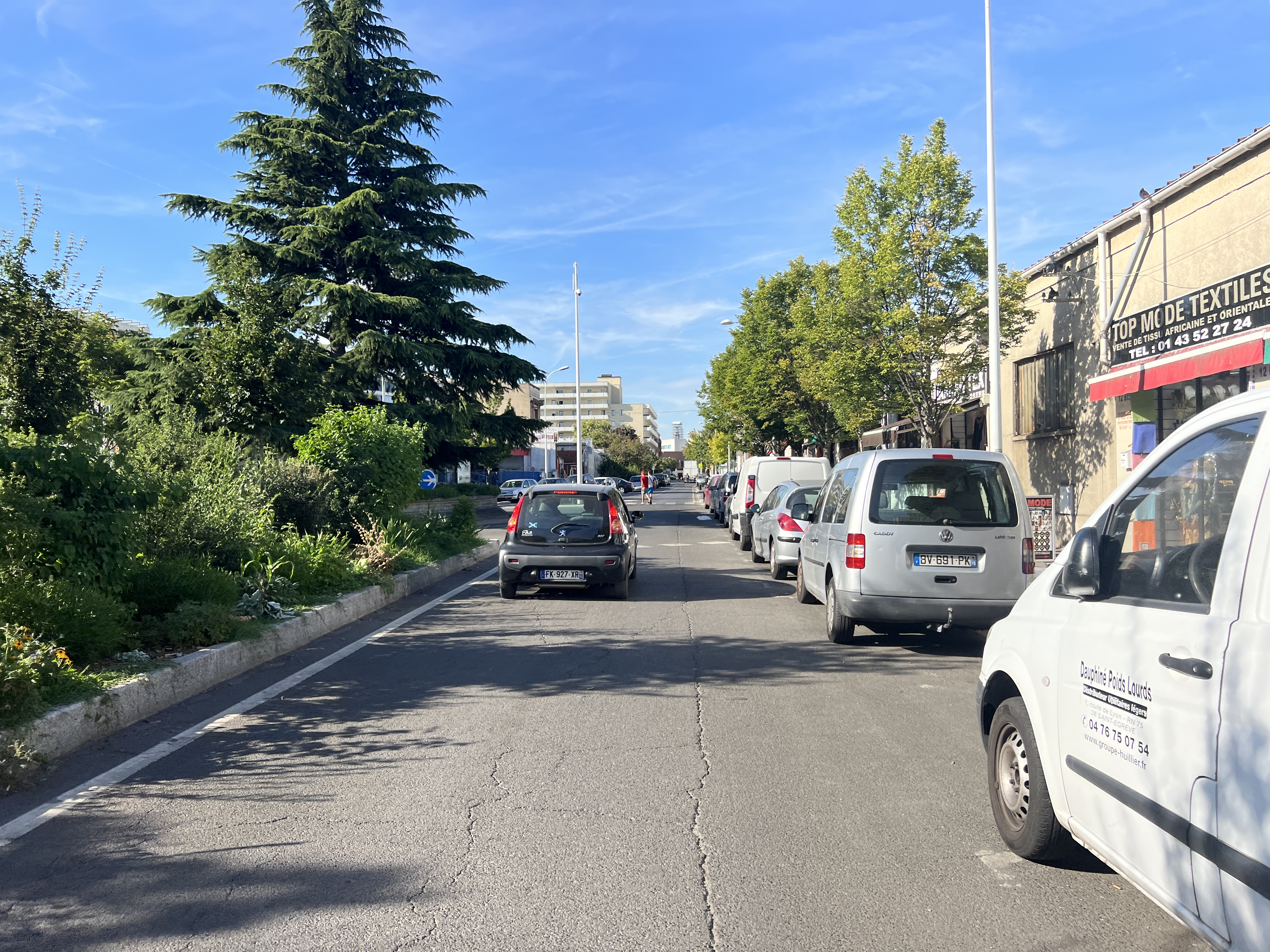
La rue dans sa partie sud en juillet 2022.
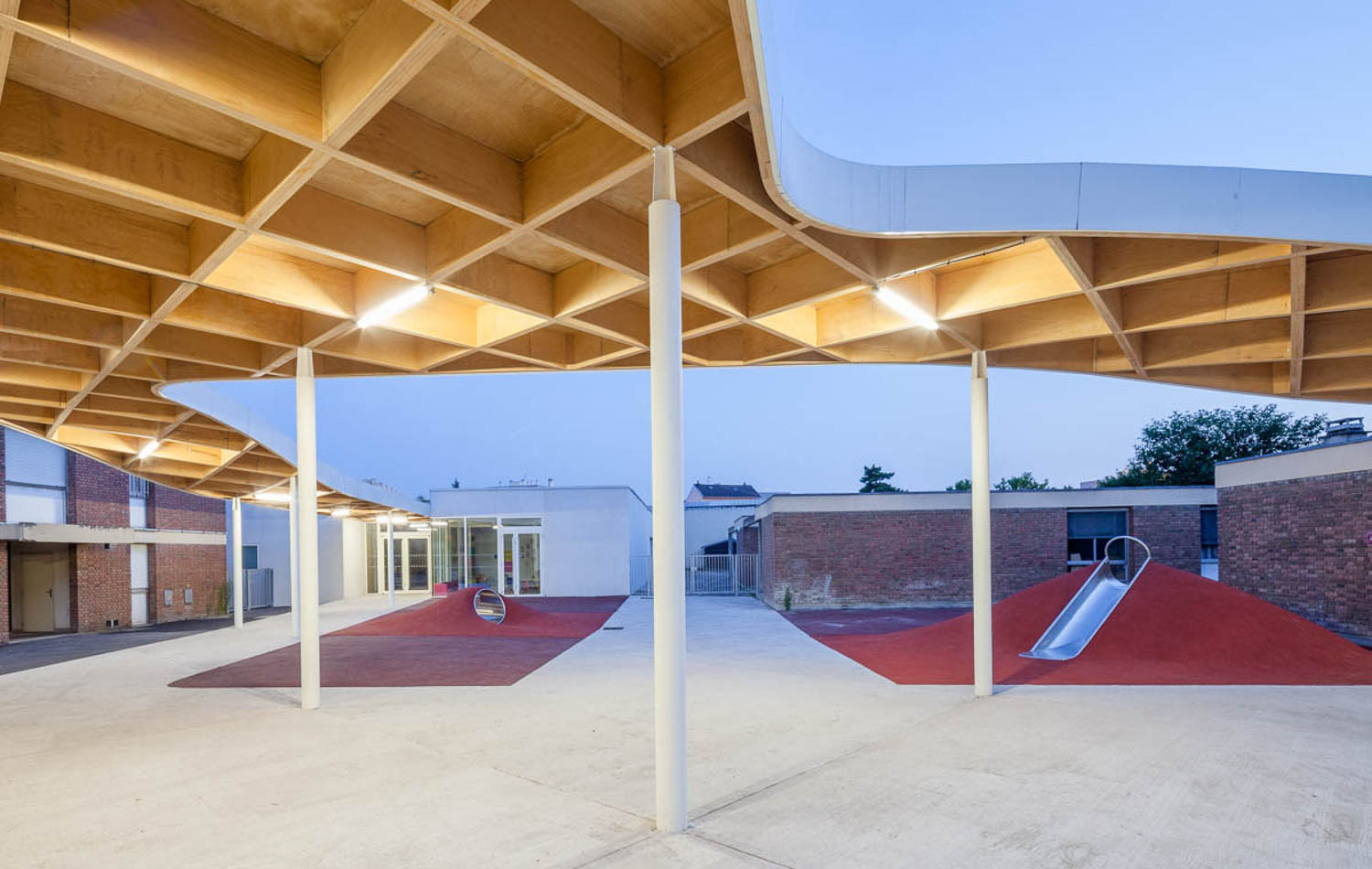
École Charlie Chaplin